# Seznam dílů seriálu Troufalky
Toto je seznam dílů seriálu Troufalky. Americký dramatický televizní seriál Troufalky (The Bold Type) měl premiéru 11. července 2017 na stanici Freeform.

## Přehled řad
| Řada | Díly | Premiéra v USA    | Premiéra v USA    |
| Řada | Díly | První díl         | Poslední díl      |
| ---- | ---- | ----------------- | ----------------- |
| 1    | 10   | 11. července 2017 | 5. září 2017      |
| 2    | 10   | 12. června 2018   | 7. srpna 2018     |
| 3    | 10   | 9. dubna 2019     | 11. června 2019   |
| 4    | 16   | 23. ledna 2020    | 16. července 2020 |
| 5    | 6    | 26. května 2021   | 30. června 2021   |

## Seznam dílů

### První řada (2017)
| Č. v seriálu | Č. v řadě | Původní název                     | Český název                   | Režie            | Scénář                           | Premiéra v USA    |
| ------------ | --------- | --------------------------------- | ----------------------------- | ---------------- | -------------------------------- | ----------------- |
| 1            | 1         | Pilot                             | Pilotní díl                   | Gary Fleder      | Sarah Watson                     | 11. července 2017 |
| 2            | 2         | O Hell No                         | Ani náhodou                   | Victor Nelli Jr. | Sarah Watson                     | 11. července 2017 |
| 3            | 3         | The Woman Behind the Clothes      | Žena schovaná v šatech        | Tara Nicole Weyr | Justin W. Lo                     | 18. července 2017 |
| 4            | 4         | If You Can't Do It With Feeling   | Když nepomůže pocit           | Anna Mastro      | Wendy Straker Hauser             | 25. července 2017 |
| 5            | 5         | No Feminism in the Champagne Room | Není čas na feminismus        | Jamie Travis     | Lynn Sternberger                 | 1. srpna 2017     |
| 6            | 6         | The Breast Issue                  | Jde o prsa                    | Jamie Travis     | Matt McGuinness                  | 8. srpna 2017     |
| 7            | 7         | Three Girls in a Tub              | Tři holky ve vaně             | Jann Turner      | Ian Deitchman a Kristin Robinson | 15. srpna 2017    |
| 8            | 8         | The End of the Beginning          | Konec začátku                 | Jann Turner      | Justin Lo a Wendy Straker Hauser | 22. srpna 2017    |
| 9            | 9         | Before Tequila Sunrise            | Než tequilla stoupne do hlavy | Victor Nelli Jr. | Lynn Sternberger                 | 29. srpna 2017    |
| 10           | 10        | Carry the Weight                  | Tíha břemene                  | Victor Nelli Jr. | Sarah Watson                     | 5. září 2017      |

### Druhá řada (2018)
| Č. v seriálu | Č. v řadě | Původní název           | Český název                          | Režie            | Scénář                                | Premiéra v USA    |
| ------------ | --------- | ----------------------- | ------------------------------------ | ---------------- | ------------------------------------- | ----------------- |
| 11           | 1         | Feminist Army           | Armáda feministek                    | Victor Nelli Jr. | Amanda Lasher                         | 12. června 2018   |
| 12           | 2         | Rose Colored Glasses    | Růžové brýle                         | Victor Nelli Jr. | Wendy Straker Hauser                  | 12. června 2018   |
| 13           | 3         | The Scarlet Letter      | Šarlatové písmeno                    | Jamie Travis     | Celine Geiger                         | 19. června 2018   |
| 14           | 4         | OMG                     | OMG                                  | Jamie Travis     | Neel Shah                             | 26. června 2018   |
| 15           | 5         | Stride of Pride         | Hrdě si vykračovat                   | Anna Mastro      | Michelle A. Badillo a Caroline Levich | 3. července 2018  |
| 16           | 6         | The Domino Effect       | Dominový efekt                       | Anna Mastro      | Amy-Jo Perry                          | 10. července 2018 |
| 17           | 7         | Betsy                   | Betsy                                | Marta Cunningham | Matt McGuinness                       | 17. července 2018 |
| 18           | 8         | Plan B                  | Záložní plán                         | Marta Cunningham | Becky Hartman Edwards                 | 24. července 2018 |
| 19           | 9         | Trippin                 | Na výletě                            | Victor Nelli Jr. | Céline Geiger a Neel Shah             | 31. července 2018 |
| 20           | 10        | We'll Always Have Paris | Vzpomínky na Paříž nám nikdo nevezme | Tara Nicole Weyr | Annie Weisman                         | 7. srpna 2018     |

### Třetí řada (2019)
| Č. v seriálu | Č. v řadě | Původní název              | Český název       | Režie               | Scénář                                                   | Premiéra v USA  |
| ------------ | --------- | -------------------------- | ----------------- | ------------------- | -------------------------------------------------------- | --------------- |
| 21           | 1         | The New Normal             | Nový standard     | Victor Nelli Jr.    | Wendy Straker Hauser                                     | 9. dubna 2019   |
| 22           | 2         | Plus It Up                 | Trochu to ozdobit | Ellen S. Pressman   | Amanda Lasher a Matt McGuinness                          | 16. dubna 2019  |
| 23           | 3         | Stroke of Genius           | Geniální tah      | Jamie Travis        | Neel Shah                                                | 23. dubna 2019  |
| 24           | 4         | The Deep End               | A teď se ukaž     | Jamie Travis        | Becky Hartman Edwards                                    | 30. dubna 2019  |
| 25           | 5         | Technical Difficulties     | Technické potíže  | Anna Mastro         | Lijah J. Barasz a Celeste Vasquez                        | 7. května 2019  |
| 26           | 6         | #TBT                       | #SPravdouVen      | Anna Mastro         | Céline Geiger a Amy-Jo Perry                             | 14. května 2019 |
| 27           | 7         | Mixed Messages             | Matoucí zprávy    | Geary McLeod        | Wendy Straker Hauser a Nikita T. Hamilton                | 21. května 2019 |
| 28           | 8         | Revival                    | Obnova            | Geary McLeod        | Matt McGuinness                                          | 28. května 2019 |
| 29           | 9         | Final Push                 | Finále            | Kimberly McCullough | Neel Shah                                                | 4. června 2019  |
| 30           | 10        | Breaking Through the Noise | Vyjasnění         | Victor Nelli Jr.    | Lijah J. Barasz, Becky Hartman Edwards a Celeste Vasquez | 11. června 2019 |

### Čtvrtá řada (2020)
| Č. v seriálu | Č. v řadě | Původní název               | Český název                    | Režie               | Scénář                            | Premiéra v USA    |
| ------------ | --------- | --------------------------- | ------------------------------ | ------------------- | --------------------------------- | ----------------- |
| 31           | 1         | Legends of the Fall Issue   | Velké vášně                    | Geary McLeod        | Neel Shah                         | 23. ledna 2020    |
| 32           | 2         | #scarlet                    | #Scarlet                       | Geary McLeod        | Wendy Straker Hauser              | 30. ledna 2020    |
| 33           | 3         | Marathon                    | Maraton                        | Kimberly McCullough | Matt McGuinness                   | 6. února 2020     |
| 34           | 4         | Babes in Toyland            | Holky a hračky                 | Kimberly McCullough | Chase Baxter a Nikita T. Hamilton | 13. února 2020    |
| 35           | 5         | Tearing Down the Donut Wall | Svatební speciál               | Erica Dunton        | Sascha Rothchild                  | 20. února 2020    |
| 36           | 6         | To Peg or Not to Peg        | Přefiknout, nebo nepřefiknout  | Erica Dunton        | Lara Azzopardi                    | 27. února 2020    |
| 37           | 7         | The Space Between           | Něco mezi                      | Anne Renton         | Ashley Skidmore                   | 5. března 2020    |
| 38           | 8         | Stardust                    | Hvězdný prach                  | Anne Renton         | Lori Lakin Hutcherson             | 12. března 2020   |
| 39           | 9         | 5, 6, 7, 8                  | Pět, šest, sedm, osm           | Victor Nelli Jr.    | Lauren Parks a Celeste Vasquez    | 19. března 2020   |
| 40           | 10        | Some Kind of Wonderful      | Báječná chvíle                 | Victor Nelli Jr.    | Lara Azzopardi                    | 26. března 2020   |
| 41           | 11        | Leveling Up                 | Šplháme nahoru                 | Geary McLeod        | Neel Shah                         | 11. června 2020   |
| 42           | 12        | Snow Day                    | Sněží                          | Melora Hardin       | Sascha Rothchild                  | 18. června 2020   |
| 43           | 13        | Lost                        | Ztráty                         | Erin Ehrlich        | Celeste Vasquez                   | 25. června 2020   |
| 44           | 14        | The Truth Will Set You Free | Pravda tě osvobodí             | Erin Ehrlich        | Ashley Skidmore                   | 2. července 2020  |
| 45           | 15        | Love                        | Láska                          | Aprill Winney       | Wendy Straker Hauser              | 9. července 2020  |
| 46           | 16        | Not Far from the Tree       | Jablko nepadá daleko od stromu | Aprill Winney       | Chase Baxter a Neel Shah          | 16. července 2020 |

### Pátá řada (2021)
| Č. v seriálu | Č. v řadě | Původní název                   | Režie         | Scénář                                                 | Premiéra v USA  |
| ------------ | --------- | ------------------------------- | ------------- | ------------------------------------------------------ | --------------- |
| 47           | 1         | Trust Fall                      | Jill Carter   | Sascha Rothchild, Andrew Steier a Wendy Straker Hauser | 26. května 2021 |
| 48           | 2         | The Crossover                   | Jill Carter   | Lara Azzopardi a Lori Lakin Hutcherson                 | 2. června 2021  |
| 49           | 3         | Rolling into the Future         | Yoko Okumura  | Chase Baxter a Sahar Jahani                            | 9. června 2021  |
| 50           | 4         | Day Trippers                    | Yoko Okumura  | Julia Harter a Matt McGuinness                         | 16. června 2021 |
| 51           | 5         | Don't Turn Away                 | Aprill Winney | Shani Am. Moore a Celeste Vasquez                      | 23. června 2021 |
| 52           | 6         | I Expect You to Have Adventures | Aprill Winney | Lara Azzopardi a Jessica Kozak                         | 30. června 2021 |